# 沼尻啓介
沼尻 啓介（ぬまじり けいすけ、1995年9月25日 - ）は、日本の元男子プロテニス選手。茨城県つくば市出身。ランキング自己最高位はシングルスATPランク1,085位、JTAランク56位、ダブルスATPランク1231位。身長177cm。右利き、バックハンド・ストロークは片手打ち。湘南工科大学附属高等学校卒業。山喜所属。

## 来歴
両親ともテニスをしていた影響で、3歳でテニスを始める。実家のNJテニスクラブの大会に出場していた。2007年の全国小学生テニス選手権大会準優勝（優勝は西岡良仁）、2010年全国中学生テニス選手権大会(茨城県並木中等教育学校)シングルス優勝、ダブルス準優勝する。

湘南工科大学附属高等学校3年のときに高校総体団体で優勝したが、その後の個人戦の4試合に出場したところで骨折によりリタイヤしベスト８。日本大学進学。大学在学中にプロの道へ進むことを選択し2015年プロに転向する。2015年に沼尻産業と所属契約（2018年まで）。2018年から山喜と所属契約。
ジュニアの頃はジュニアデビスカップの日本代表選手として活躍していた。

## 経歴
■ジュニア大会

2007年 ・全国小学生テニス選手権大会　シングルス：準優勝

2007年 ・全国選抜ジュニアテニス選手権大会U12　シングルス：6位

2007年 ・全日本ジュニアテニス選手権大会U12　シングルス：ベスト4　ダブルス：ベスト4

2008年 ・U13 RSK全国選抜ジュニアテニストーナメント　シングルス：3位

2009年 ・U14 ワールドジュニア男子団体日本代表 アジアオセアニア大会3位　世界大会3位

2010年 ・全国中学生テニス選手権大会　シングルス：優勝・ダブルス：準優勝

2010年 ・U15 全国選抜ジュニア(中牟田杯)関東予選大会　シングルス：優勝

2010年 ・U15 全国選抜ジュニア(中牟田杯)　シングルス：ベスト4

2011年 ・U16 ジュニアデピスカップ男子団体日本代表　アジアオセアニア準優勝　世界大会6位

2011年 ・ITF Summer Championships Wellington　シングルス：準優勝

2011年 ・ITF 埼玉国際ジュニアテニス　ダブルス：優勝

2011年 ・大阪市長杯世界スーパージュニア　ダブルス：ベスト4

2012年 ・全国高等学校総合体育大会テニス競技男子団体優勝(No.1登録)　シングルス：ベスト8　ダブルス：ベスト4

2012年 ・ITF 埼玉国際ジュニアテニス　シングルス：ベスト4　ダブルス：優勝

2012年 ・兵庫ITFジュニアテニストーナメント　ダブルス：優勝

■その他の大会

2012年 ・昭和の森国際オープンテニストーナメント（Japan F6）　シングルス：ベスト16（本戦2回戦敗退）

2013年 ・札幌国際オープンテニストーナメント（JAPAN F7）　シングルス：ベスト16（本戦2回戦敗退）

2013年 ・筑波大学国際テニストーナメント（Japan F4）　ダブルス：ベスト4

2014年 ・軽井沢フューチャーズテニストーナメント（Japan F5）　シングルス：ベスト16（本戦2回戦敗退）

2014年 ・札幌国際オープンテニストーナメント（Japan F8）　ダブルス：ベスト8

2014年 ・全日本学生テニス選手権　シングルス：ベスト16

2015年 ・TAMPA USTA MEN'S PRO CIRCUIT アメリカ フロリダ州 タンパ(2015年5月11日～5月17日)（USA F16）　ダブルス：ベスト4

2015年 ・沼尻産業と所属契約（〜2018年解消）

2015年 ・昭和の森 国際男子オープン2015 吉田輝也メモリアルトーナメント 日本(2015年6月16日～21日)（Japan F7）　シングルス：ベスト16（本戦2回戦敗退）

2015年 ・札幌国際オープンテニス2015（Japan F8）　シングルス：ベスト16（本戦2回戦敗退）

2015年 ・クウェートフューチャーズ　ダブルス：準優勝

2017年 ・ベトナムフューチャーズ　ダブルス：準優勝

2018年 ・山喜と所属契約

2019年 ・テニス日本リーグ4位（山喜代表・野口政勝選手とダブルス）